# Polytechnic Marathon

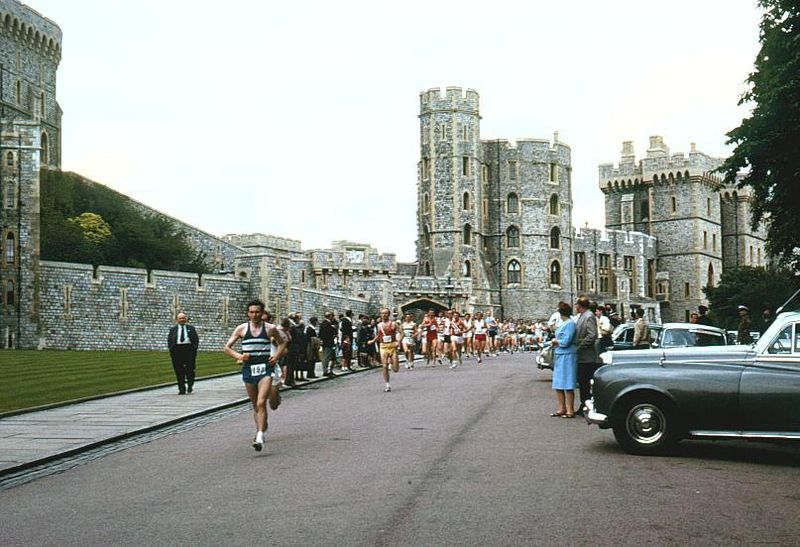
Départ du Marathon Polytechnique en 1967.

Le marathon polytechnique (en anglais : Polytechnic Marathon), souvent appelé Poly, était un marathon organisé chaque année entre 1909 et 1996, sur différents parcours à Londres ou à proximité. 
Il s'agit du premier marathon à être couru régulièrement sur une distance de 42,195 km (soit 26 milles, 385 mètres) qui constitue désormais la norme mondiale. Au total, huit records mondiaux de marathon ont été établis au Poly. Au moment de sa disparition en 1996, le Poly était le marathon régulier le plus ancien d'Europe. 

## Records du monde établis au marathon polytechnique
Meilleures performances mondiales établies au cours du Marathon polytechnique
| Date         | Athlète                     | Temps     |
| ------------ | --------------------------- | --------- |
| 31 mai 1913  | Alexis Ahlgren (Suède)      | 2:36:06.6 |
| 14 juin 1952 | Jim Peters (GBR)            | 2:20:42,2 |
| 13 juin 1953 | Jim Peters (GBR)            | 2:18:40.2 |
| 26 juin 1954 | Jim Peters (GBR)            | 2:17:39,4 |
| 15 juin 1963 | Leonard Edelen (États-Unis) | 2:14:28   |
| 13 juin 1964 | Basil Heatley (GBR)         | 2:13:55,0 |
| 12 juin 1965 | Morio Shigematsu (JPN)      | 2:12:00.0 |